# De zwakste schakel

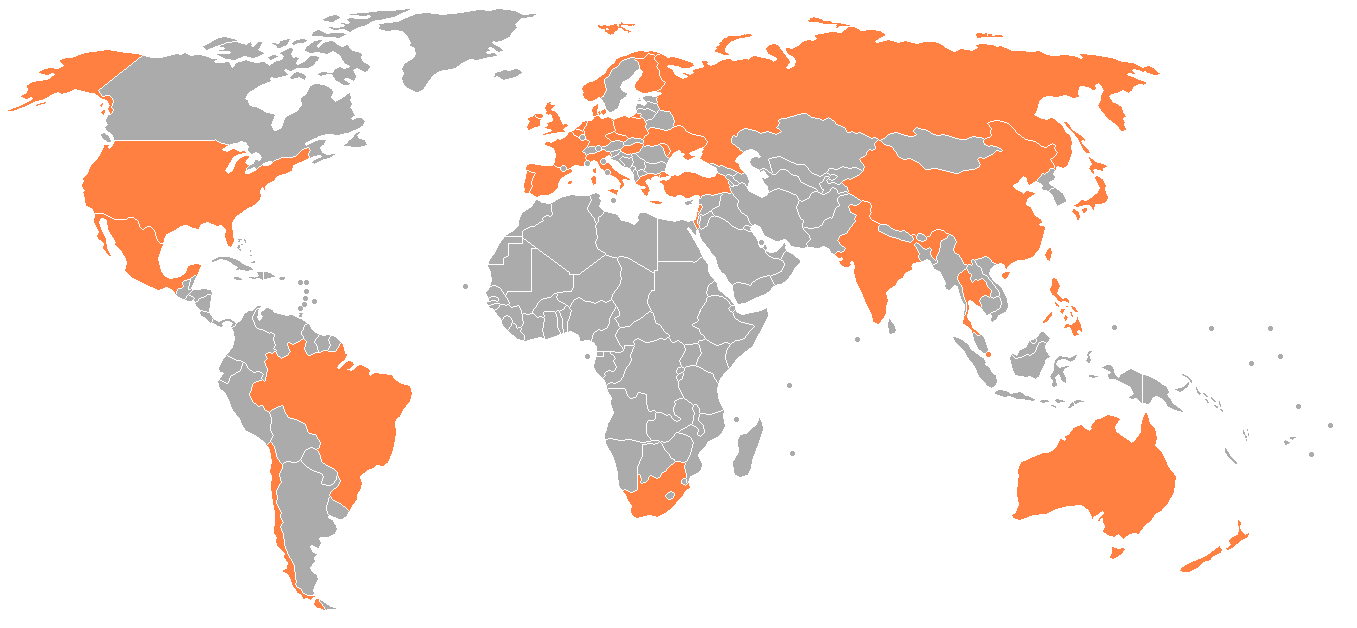
Landen waar een versie van De zwakste schakel op televisie is uitgezonden

De zwakste schakel is een van oorsprong Britse kennisquiz (The Weakest Link), met Anne Robinson als presentatrice. De Britse versie (14 augustus 2000 - 31 maart 2012, met een eenmalige speciale aflevering op 17 november 2017 voor Children in Need) werd dagelijks uitgezonden, dertien seizoenen lang, voornamelijk op BBC Two en soms op BBC One. Kenmerk van de quiz is de strenge, meedogenloze presentatiestijl. De meeste versies ervan (er zijn ondertussen meer dan veertig landen met een eigen versie van het programma) worden dan ook gepresenteerd door strenge - al dan niet - roodharige dames gehuld in zwarte kleding, net zoals de oorspronkelijke presentatrice. Doel van het spel is om na iedere spelronde, waarin aan iedere speler meerdere kennisvragen worden gesteld, de slechtste speler weg te stemmen, om een zo sterk mogelijke ketting van spelers te vormen en zo steeds het maximale prijzengeld binnen te kunnen halen. De presentatrice tikt falende kandidaten na iedere ronde op hun vingers en stuurt de weggestemde persoon zonder mededogen de laan uit: "You are the weakest link. Goodbye!" (="Je bent de zwakste schakel. Tot ziens!", of "Salut!" in de Vlaamse en Nederlandse versie). Aan het eind van het spel strijden de twee overgebleven kandidaten om de volledige prijzenpot. Slechts één kandidaat wint het geld, alle anderen gaan naar huis met niets.

## Nederland
De Nederlandse versie van De zwakste schakel, geproduceerd door de Holland Media Groep, later door Blue Circle, startte op 6 mei 2001 bij RTL 4 en was na Australië, Duitsland en de V.S. de vierde kopie van het Britse origineel. Presentatrice Chazia Mourali ontving iedere vrijdag- en zondagavond op primetime negen kandidaten die streden om het prijzengeld van maximaal 10.000 euro. Het hoogst behaalde bedrag werd behaald in aflevering 10, uitgezonden op vrijdag 8 juni 2001: het doel van 1.000 euro werd tweemaal bereikt en het team wist meer dan 3.000 euro binnen te halen.

### Ontvangst
Het programma kreeg in het begin kritiek over de presentatrice die haar Britse evenbeeld Anne Robinson zou na-apen. Het programma kreeg echter al snel goede kijkcijfers. Van de Nederlandse versie werden uiteindelijk zes seizoenen geproduceerd met een totaal van 139 afleveringen, waaronder meerdere specials, zoals verliezers- en winnaarsedities en afleveringen met onder andere travestieten, NS-medewerkers, mannelijke modellen, missen, marktkooplieden van de Albert Cuypmarkt, burgemeesters, studenten, hoogbegaafde jongeren, soapsterren, sporthelden en families. Het programma stopte vanwege teruglopende kijkcijfers in seizoen 5, in het voorjaar van 2003. In de zomer van 2003 werd een deel van seizoen 4 evenals het volledige seizoen 5 herhaald. In het voorjaar van 2004 werd het laatste nieuwe, seizoen uitgezonden, dat bestond uit zeven speciale afleveringen. De laatste aflevering (hoogbegaafde jongeren) werd uitgezonden op 7 mei 2004. In de zomer van 2004 werden de seizoenen 4 t/m 6 op dagelijkse basis herhaald. De laatste uitzending was op 27 augustus 2004.

### Doorstart
Op vrijdag 8 februari 2019 werd bekend dat het programma terugkeert bij RTL 4 voor een zevende seizoen, vanaf dit moment kunnen de afleveringen via Videoland terug gekeken worden. De presentatie is overgedragen aan Bridget Maasland. De prijzenpot staat aan het begin van het seizoen onveranderd op maximaal 10.000 euro en per aflevering nemen wederom negen kandidaten deel. Sinds 13 mei 2019 is echter ronde 8 uit het spel verwijderd en wordt al in ronde 7 om 3.000 gespeeld. Daarmee valt er nog slechts 9.000 euro per aflevering te winnen. De quiz werd vanaf 6 mei 2019, precies achttien jaar na de start van de oorspronkelijke versie, zes weken lang elke werkdag uitgezonden. Maasland is tevens de eerste presentator van het programma wereldwijd die niet standaard in het zwart gekleed gaat. Ook heeft zij geen rood, maar blond haar.
Op woensdag 8 januari 2020 keert Maasland terug met het achtste seizoen van het programma, in tegenstelling tot het vorige seizoen wordt het programma nu één keer per week uitgezonden in plaats van elke werkdag. Ook zijn er dit seizoen slechts zeven kandidaten in plaats van negen, die strijden om maximaal 8.000 euro. Half maart 2020 werd het lopende seizoen na 9 afleveringen gestaakt vanwege de veranderde programmering i.v.m. de coronacrisis. Sindsdien zijn er, ondanks enkele tientallen herhalingen in de zomer van 2020, geen nieuwe afleveringen meer uitgezonden.

## Vlaanderen
In Vlaanderen werd het programma gelanceerd op 29 augustus 2001. Goedele Liekens presenteerde het iedere woensdagavond op de commerciële zender VTM. De show werd echter al begin december, na veertien afleveringen, gestopt wegens de tegenvallende kijkcijfers. In deze versie streden acht kandidaten om een maximale prijzenpot van twee miljoen Belgische frank.